# Wilhelm Baur de Betaz
Wilhelm Baur de Betaz, auch Wilhelm Baur (* 17. Februar 1883 in Metz; † 26. Mai 1964 in Lindenfels), war ein deutscher Generalleutnant der Luftwaffe im Zweiten Weltkrieg.

## Leben

### Karriere bis 1920
Sein Großvater war der Theologe und Volksschriftsteller Wilhelm Baur. Er begann seine militärische Karriere unter seinem Geburtsnamen Wilhelm Baur im Frühjahr 1903 durch Eintritt in das 2. Großherzoglich Hessische Feldartillerie-Regiment Nr. 61, wo er am 18. Oktober desselben Jahres zum Fähnrich und am 24. April 1904 zum Leutnant befördert wurde. Von Oktober 1909 bis September 1911 besuchte er die Militärtechnische Akademie und anschließend bis Ende Januar 1914 die Kriegsakademie. In dieser Zeit wurde er am 24. Juli 1912 zum Oberleutnant befördert. Es folgte eine Ausbildung zum Luftaufklärer im Flieger-Bataillon Nr. 1 bis zum 1. August 1914.
Mit Ausbruch des Ersten Weltkriegs versah er bis zum 18. Juni 1915 Dienst in der Feldflieger-Abteilung 27 der Fliegertruppe. In dieser Zeit wurde er am 8. November 1914 zum Hauptmann befördert. Vom 19. Juni 1915 bis zum 22. Dezember 1915 leitete er die Militärfliegerschule in Nieder Neuendorf und vom 23. Dezember 1915 bis zum 2. August 1916 die Artilleriebeobachterschulen in Jüterbog und in Groß-Auz. Baur war anschließend bis zum 11. September 1917 Kommandeur der Württembergischen Flieger-Abteilung 242 (Artillerie), die dem XV. Korps der Osmanischen Streitkräfte zugeordnet war. Vom 12. September 1917 bis zum 9. April 1918 kommandierte er die Flieger-Abteilung 275 (Artillerie) und war über das Kriegsende hinaus bis zum 23. Januar Leiter der Luftgruppe 23. Für sein Wirken während des Krieges erhielt er beide Klassen des Eisernen Kreuzes und das Ritterkreuz des Königlichen Hausordens von Hohenzollern mit Schwertern
Bis zum 4. Februar 1919 war er kurz Kommandeur der Flieger im Kommando des XI. Armee-Korps. Vom 5. Februar bis zum 9. März 1919 leitete er die militärische Luftpost für die Weimarer Nationalversammlung und war anschließend, bis zu seiner Entlassung aus der Armee, am 9. April 1920, Abteilungsleiter bei der Inspektion der Fliegertruppen (kurz: Idflieg). Er wurde im Range eines Majors entlassen.

### Weimarer Republik
Am 17. Mai 1920 änderte er seinen Namen von Wilhelm Baur in Wilhelm Baur de Betaz. Von August 1921 bis August 1926 arbeitete Baur de Betaz als Abteilungsleiter in einem Unternehmen in Berlin und war von Oktober 1926 bis zum 24. März 1933 Vorstandsmitglied des Deutschen Luftfahrt-Verbandes und anschließend bis zum 31. Dezember 1934 Vizepräsident des Deutschen Luftsportverbands.

### Zeit des Nationalsozialismus
Wilhelm Baur de Betaz trat zum 1. Januar 1935 als Reserveoffizier in die Luftwaffe ein und war zunächst bis zum 31. März 1935 im Reichsluftfahrtministerium tätig. Am 1. März wurde er zum Oberstleutnant befördert. Er wurde am 1. April 1935 Kommandeur der Reserve des Luftgaus XIII. Vom 1. Mai 1937 bis zum 7. September 1939 war er Leiter der Gruppe für Kriegswissenschaften im Reichsluftfahrtministerium. Am 1. August 1939 trat er im Range eines Obersten wieder in den aktiven Dienst ein und wurde Gruppenkommandeur der KGr.z.b.V. 102, einer Lufttransportgruppe die mit der Junkers Ju 52/3m flog.
Von 1935 bis 1942 war er im Bereich des Reichsluftfahrtministeriums tätig, im Jahr 1942 wurde er zum Oberkommando der Wehrmacht kommandiert. Von 1942 bis 1944 war er Chef des Wehrwirtschaftsstabes in Norwegen und anschließend bis Kriegsende höherer Feldwirtschaftsoffizier beim Wehrmachtbefehlshaber Norwegen. Für sein Wirken wurde er mit dem Deutschen Kreuz in Silber ausgezeichnet. Am 8. Mai 1945, nach der bedingungslosen Kapitulation der Wehrmacht, geriet er in britische Kriegsgefangenschaft, aus der er am 17. Mai 1948 wieder entlassen wurde.